# Giovanni Piccolomini
Giovanni Piccolomini (Siena, 9 ottobre 1475 – Siena, 21 novembre 1537) è stato un cardinale e arcivescovo cattolico italiano.

## Biografia
Di nobile famiglia, secondo figlio di Andrea Todeschini Piccolomini e Agnese Farnese, era pronipote di papa Pio II e nipote di papa Pio III. Non si hanno informazioni precise sulla sua istruzione, ma era considerato un «uomo dottissimo».
Nel 1503 fu eletto arcivescovo di Siena. Partecipò al Concilio Lateranense V (1512-1517).
Il 1º luglio 1517 fu creato cardinale da papa Leone X e il 6 luglio dello stesso anno ricevette il titolo di Santa Sabina. Il 7 gennaio 1521 divenne Camerlengo del Sacro Collegio, carica che tenne fino al 6 febbraio 1523. L'11 giugno 1521 optò per il titolo di Santa Balbina.
Fu amministratore apostolico della diocesi dell'Aquila dal 1523 al 1525 e lo sarà ancora dal 1532 alla morte. Il 24 luglio 1524 optò per l'ordine dei cardinali-vescovi ed ebbe la sede suburbicaria di Albano. Fu amministratore apostolico della diocesi di Umbriatico dal 1524 al 1531.
Subì affronti dalle truppe imperiali durante il sacco di Roma (1527). Il 7 aprile 1529 si dimise da arcivescovo di Siena. Il 22 settembre 1531 ebbe la sede suburbicaria di Palestrina, da dove il 26 settembre 1533 fu trasferito alla sede suburbicaria di Porto e Santa Rufina, sede propria del vicedecano del Sacro Collegio, quindi il 26 febbraio 1535 divenne decano del Sacro Collegio ed ebbe la sede di Ostia e Velletri.
Fu un benefattore e un mecenate.
Morì a Siena e fu sepolto in cattedrale.

## Conclavi
Durante il suo cardinalato il Piccolomini partecipò ai seguenti conclavi:
- conclave del 1521-1522, che elesse papa Adriano VI;
- conclave del 1523, che elesse papa Clemente VIII;
- conclave del 1534, che elesse papa Paolo III.

## Ascendenza
|                                 |                             |                                            | Genitori                                 |  |  | Nonni |  |  | Bisnonni          |  |  | Trisnonni |  |
|                                 |                             |                                            |                                          |  |  |       |  |  | Pietro Todeschini |  |  | …         |  |
|                                 |                             |                                            |                                          |  |  |       |  |  | Pietro Todeschini |  |  | …         |  |
|                                 |                             | …                                          |                                          |  |  |       |  |  | Pietro Todeschini |  |  |           |  |
| Giovanni "Nanni" Todeschini     |                             |                                            |                                          |  |  |       |  |  | Pietro Todeschini |  |  |           |  |
|                                 |                             | …                                          | …                                        |  |  |       |  |  |                   |  |  |           |  |
|                                 |                             | …                                          | …                                        |  |  |       |  |  |                   |  |  |           |  |
|                                 |                             | …                                          | …                                        |  |  |       |  |  |                   |  |  |           |  |
| Andrea Todeschini Piccolomini   |                             | …                                          |                                          |  |  |       |  |  |                   |  |  |           |  |
|                                 |                             | Silvio Piccolomini                         | Enea Silvio Piccolomini                  |  |  |       |  |  |                   |  |  |           |  |
|                                 |                             | Silvio Piccolomini                         | Enea Silvio Piccolomini                  |  |  |       |  |  |                   |  |  |           |  |
|                                 |                             | Silvio Piccolomini                         | Montanina Scala                          |  |  |       |  |  |                   |  |  |           |  |
| Laudomia Piccolomini            |                             | Silvio Piccolomini                         |                                          |  |  |       |  |  |                   |  |  |           |  |
|                                 |                             | Vittoria Forteguerri                       | …                                        |  |  |       |  |  |                   |  |  |           |  |
|                                 |                             | Vittoria Forteguerri                       | …                                        |  |  |       |  |  |                   |  |  |           |  |
|                                 |                             | Vittoria Forteguerri                       | …                                        |  |  |       |  |  |                   |  |  |           |  |
| Giovanni Todeschini Piccolomini |                             | Vittoria Forteguerri                       |                                          |  |  |       |  |  |                   |  |  |           |  |
|                                 | Ranuccio Farnese il Vecchio | Pietro Farnese                             |                                          |  |  |       |  |  |                   |  |  |           |  |
|                                 | Ranuccio Farnese il Vecchio | Pietro Farnese                             |                                          |  |  |       |  |  |                   |  |  |           |  |
|                                 | Ranuccio Farnese il Vecchio | Pantesilea Dolci                           |                                          |  |  |       |  |  |                   |  |  |           |  |
| Gabriele Francesco Farnese      | Ranuccio Farnese il Vecchio |                                            |                                          |  |  |       |  |  |                   |  |  |           |  |
|                                 |                             | Agnese Monaldeschi                         | Angelo Monaldeschi                       |  |  |       |  |  |                   |  |  |           |  |
|                                 |                             | Agnese Monaldeschi                         | Angelo Monaldeschi                       |  |  |       |  |  |                   |  |  |           |  |
|                                 |                             | Agnese Monaldeschi                         | …                                        |  |  |       |  |  |                   |  |  |           |  |
| Agnese Farnese                  |                             | Agnese Monaldeschi                         |                                          |  |  |       |  |  |                   |  |  |           |  |
|                                 |                             | Aldobrandino Orsini, V conte di Pitigliano | Niccolò I Orsini, IV conte di Pitigliano |  |  |       |  |  |                   |  |  |           |  |
|                                 |                             | Aldobrandino Orsini, V conte di Pitigliano | Niccolò I Orsini, IV conte di Pitigliano |  |  |       |  |  |                   |  |  |           |  |
|                                 |                             | Aldobrandino Orsini, V conte di Pitigliano | Luigia Orsini                            |  |  |       |  |  |                   |  |  |           |  |
| Isabella Orsini di Pitigliano   |                             | Aldobrandino Orsini, V conte di Pitigliano |                                          |  |  |       |  |  |                   |  |  |           |  |
|                                 |                             | Bartolomea Orsini di Bracciano             | Carlo Orsini, I signore di Bracciano     |  |  |       |  |  |                   |  |  |           |  |
|                                 |                             | Bartolomea Orsini di Bracciano             | Carlo Orsini, I signore di Bracciano     |  |  |       |  |  |                   |  |  |           |  |
|                                 |                             | Bartolomea Orsini di Bracciano             | Paola Gironima Orsini di Tagliacozzo     |  |  |       |  |  |                   |  |  |           |  |
|                                 |                             | Bartolomea Orsini di Bracciano             |                                          |  |  |       |  |  |                   |  |  |           |  |